# Estación El Molle
El Molle fue una estación de ferrocarril que se hallaba dentro de la comuna de Vicuña, en la Región de Coquimbo de Chile. Fue parte del ramal La Serena-Rivadavia, y actualmente se encuentra inactiva dado que la línea fue levantada.

## Historia
La estación fue construida como parte del segundo tramo del ferrocarril que unía La Serena con Rivadavia y que fue inaugurado en 1885 entre las estaciones Marquesa y Vicuña. Enrique Espinoza consigna la estación en 1897, al igual que José Olayo López en 1910 y Santiago Marín Vicuña en 1910, quienes también la incluyen en sus listados de estaciones ferroviarias. La estación estaba a una altitud de 344 m s. n. m.
La estación fue suprimida mediante decreto del 28 de agosto de 1954. Con el cierre de todos los servicios de la Red Norte de la Empresa de los Ferrocarriles del Estado en junio de 1975, que implicó también el cierre del ramal La Serena-Rivadavia, la estación El Molle fue cerrada y posteriormente fue vendida. Actualmente la estación alberga a un retén de Carabineros de Chile.